# Glenea manto
Glenea manto là một loài bọ cánh cứng trong họ Cerambycidae.